# 北原まゆみ
北原 まゆみ（きたはら まゆみ、1977年12月27日 - ）は、日本の元AV女優。
静岡県出身。

## 略歴
- 1997年 - 『やさしく包んで!!』でAVデビュー。

## 作品

### アダルトビデオ
- やさしく包んで!!（1997年4月25日、KUKI）
- インモラル女校生 6（1997年9月5日、シネマジック）
- 女校生監禁カルテ（1997年10月31日、シネマジック）
- 悦楽の愛玩麗奴（1997年11月18日、アートビデオ）
- 悶絶処女責め（2000年3月24日、トーポリカンパニーリミテッド）
- エッチマダムとあんなこともこんなことも（2001年6月21日、デジタル･コミュニケーションズ）
- 特選!人妻ベスト10（2003年11月21日、ケイ・エム・プロデュース）

### 写真集
- アートビデオSM傑作選（1999年、三和出版）

### 雑誌
- マニア倶楽部 1997年10月号